# Tapinanthus bangwensis
Tapinanthus bangwensis là một loài thực vật có hoa trong họ Loranthaceae. Loài này được (Engl. & K.Krause) Danser miêu tả khoa học đầu tiên năm 1933.